# 인구변천
인구변천(Demographic transition)은 전통적인 인구안정에서 근대적인 안정으로의 인구 상태의 전환과정을 말한다.인구의 성장이나 감소는 두 개의 시점 사이의 인구수의 차이로 파악한다.
역사적으로 볼 때 지구상에 사는 인구는 지난 2000여 년에 걸쳐 꾸준히 증가해 왔다. 17세기 중반, 서구 사회에서 산업화가 시작되기 전까지 오랜 기간에 걸쳐 인구는 비교적 안정되어 있었다. 출생률이 높았으나 사망률도 높아 인구증가가 낮은 수준에서 부침을 보여 왔다. 그러나 산업
화가 시작되면서 인구도 이에 상응하는 변화를 겪게 된다. 전통적인 안정 상태에서 벗어나, 출생률은 그대로인데 사망률이 떨어지면서 인구는 빨리 증가하게 된다. 그러나 점차 산업화가 진행되면서, 사망수준이 계속 떨어지기는 하지만(평균 수명이 계속 높아지지만) 출생수준이 더 빨리 떨어져 인구증가의 속도가 지속적으로 저하되게 된다. 19세기 말에서 20세기 전반에 이르자 유럽 및 북미의 산업 국가들에서 출생과 사망은 낮은 수준에서 균형을 이루었으며, 그 결과 인구는 다시 안정 상태에 도달하게 되었다. 소위 선진국의 경우, 산업화와 연관된 인구변천은 인구규모의 엄청난 확대를 가져왔지만, 나라에 따라 차이가 있을지라도, 대개 1세기에서 2세기에 걸친 장기적인 역사적 과정의 산물이었다.
개발도상국의 인구변천은 나라에 따라 차이가 크지만, 일반적으로 20세기 후반에 급속히 진행되었다. 대부분이 과거 서방국가들의 식민지였던 개발도상국들은 2차 세계대전 이후 독립을 쟁취했으나 극도의 혼란과 가난을 경험했다. 그러나 2차 세계대전을 치루면서 개발되고 전파된 각종 의약품의 보급으로 이들 나라에서도 사망조건은 크게 개선되었다. 그 가운데서도 특히 기적의 약으로 불리는 항생물질의 보급은 개발도상국들의 사망력 저하의 일등공신이었다. 즉 개발도상국의 인구변천은 산업화의  과정에서 일어난 것이 아니었다. 한편, 갑작스러운 사망력 저하로 인해 개발도상국의 인구증가의 속도가 무섭게 빨라지자, 선진국에서는 세계 인구위기론이 대두하였고, 이들 국가들의 지원과 유엔의 주도로, 개발도상국에 초점을 맞춘 출산억제 정책, 또는 가족계획사업이 전 세계적으로 보급되었다. 그러면서 이들 나라들도 인구변천의 과정에 들어가게 된다. 한국이나 대만, 싱가포르, 태국 등과 같은 국가에서는 전통적인 높은 출산수준에서 인구재생산 수준으로의 변천이 20-30년의 짧은 기간에 끝났다. 그러나 1960년대 시작한 이 과정은 대부분의 개발도상국에서 아직도 진행 중이다.

## 인구변천 단계

### Notestein과 Thompson의 학설
인구의 변천은 경제 성장과 병행하여 다음과 같이 3단계의 시기를 거친다.

제1단계：수만년간 세계인구가 겪어 온 다산다사형으로 고 잠재적 성장단계
제2단계：고출생 저사망형으로서 높은 자연증가률을 보이는 과도기적 성장단계
제3단계：소산소사형으로서 인구감소의 시기이며 점차 인구가 현상 유지 또는 감소하는 경향을 보이는 단계

### Carlos Blacker의 학설
국가별로 인구성장률에 많은 차이가 있어 인구 변천을 3단계로 구분하는데는 한계가 있어 Blacker는 5단계로 구분

제1단계：고위정지기로 출생률과 사망률이 모두 높아 인구는 정지 상태에 있거나 서서히 증가하는 시기(중부 아프리카 국가들).
제2단계：초기확장기로 경제발전의 시작 시기. 환경위생 개선에 주력, 의식주 생활수준 증가, 평균수명과 수태율이 증가되어 출생률이 증가하는 시기(한국, 일본을 제외한 아시아 국가들, 북부아프리카국가들).
제3단계：후기확장기로 산업발달로 도시화 현상, 핵가족주의로의 탈바꿈, 가족계획, 출생률이 감소되기 시작하고 사망률도 떨어져서 인구성장이 둔화된다(한국, 스리랑카, 남아프리카, 중앙아메리카, 열대 남아메리카).
제4단계：저위정지기로 사망률과 출생률이 최저선에서 유지되어 인구증가가 정지된다(이탈리아, 소련, 중동아시아, 온대 남아메리카, 일본 등).
제5단계：감퇴기로 출생률이 사망률보다 낮아져 인구가 감소되는 시기(스웨덴을 비롯한 북유럽국가들, 북아메리카, 오스트레일리아, 뉴질랜드).

### 인구변천 4단계
1단계(다산다사, 초기안정기) : 산업화 초기 다산다사
2단계(다산감사, 초기팽창기) : 사망률 감소에 따른 인구 증가기
3단계(감산소사, 후기팽창기) : 출생률 감소되면서 인구는 안정기에 들어섬
4단계(소산소사, 후기안정기) : 소산소사. 총인구는 증가한 상태로 안정적

## 제1차, 2차 인구변천

### 제1차 인구변천
인구문제에 관한 초창기 논의는 토마스 맬서스의 인구론으로 대표된다.  인구론은 전근대사회에서 인구증가가 사회경제적으로 어떠한 영향을 끼치는지에 초점을 맞추고 있다. 맬서스는 인구성장이 억제되지 않았을 경우에 인구는 기하급수적으로 증가하지만 생산성(식량)은 산술급수적으로 증가하기 때문에 여러 가지 문제점을 유발한다고 주장한다. 즉 억제되지 않은 인구성장은 경제의 불균형상태를 초래하고 균형을 회복하기 위한 방안으로 전쟁,  질병,  기아와 같은 인구 억제 기제가 필연적으로 작동할 수 밖에 없다는 것이다. 인구 억제 기제의 작동은 인구구조와 경제구조의 균형이 회복되는 항상성에 기인한 것이며,  인구 억제 기제의 작동을 막기 위해서는 혼인 지연,  출산 억제 등과 같은 예방적 억제가 필요하다고 그는 강조하였다.  인구 억제를 통해 경제균형이 회복된다는 초창기의 인구론은 인구증가가 사회경제적으로 다양한 문제를 야기시킨다는 관점이다. 인구론에서 인구구조의 변화는 궁극적으로 사회경제적 조건에 의해서 영향을 받으며,  여기에서 발전한 것이 고전적인 인구변천이론인 제1차 인구변천에 관한 논의라고 할 수 있다.
인구의 성장이나 감소에 대한 판단은 특정 기간의 인구수 차이가 근거가 된다. 역사적으로 인구는 지난 2천여 년에 걸쳐 꾸준히 증가하는 추세를 보이고 있다.  17세기 중반,  서구에서 산업화가 시작되기 전까지의 오랜 기간 동안 인구는 비교적 안정세를 보이고 있었다. 출생률이 높았으나 사망률 역시 높아 인구증가가 낮은 수준에서 부침을 보여 온 것이다.  하지만 산업화가 시작되면서 커다란 인구변화를 가져오게 되는데,  전통적인 안정 상태에서의 출생률은 그대로인데 사망률이 떨어지면서 인구가 급격하게 증가하기 시작한다.  이후 산업화의 진전으로 사망률은 계속적으로 감소하지만 출생률은 그보다 더 빨리 떨어지면서 인구증가 속도가 지속적으로 저하된다.  19세기 말에서 20세기 초중반까지 유럽과 북미의 선진산업국가들에서 출생과 사망은 낮은 수준에서 균형을 이루었으며, 그 결과 인구는 다시 안정 상태에 도달하게 되었다.  이러한 전통적인 인구안정에서 근대적인 안정으로 인구상태가 전환되는 과정을 제1차 인구변천이라고 부른다.
역사적으로 세계의 인구는 ①높은 출산율과 높은 사망률이 결합된 체계(1단계)에서, ②높은 출산율과 낮은 사망률이 결합된 체계(2단계)와, ③ 점차 낮아지는 출산율과 낮은 사망률이 결합된 체계(3단계)를 거쳐,  낮은 출산율과 낮은 사망률이 결합된 체계(4단계)로 이행해 왔다. 두 번째 단계에서 세계의 인구는 유례없는 증가를 겪었고, 과잉인구·인구폭발 등 과 같이 맬서스의 인구론에서 제기한 우려가 이 시기에 다시 주목받기 시작했다. 경제발전의 초기단계에는 많은 국가들에서 높은 출산율이 유지되면서 먼저 유소년인구 비율이 증가하고,  다음 단계에서는 생산가능인구가 늘어나는 경향이 있다.  이후 출산율이 낮아지고 수명이 늘어남에 따라 유소년 또는 생산가능인구에 비해서 고령인구의 비율이 증가하게 된다. 제2차 세계대전 이후 다수의 국가들은 이와 같은 인구변천을 겪어 왔다.

### 제2차 인구변천
제2차 인구변천은 고전적 인구변천 이론이 예측하지 못했던 대략 1960년대 중반부터 서구에서 본격화된 새로운 인구변동을 설명하는 대안적 개념이다.
1950년대를 전후로 정립된 고전적 인구변천이론은 제1차 인구변천 과정의 사회경제적 변화, 즉 근대화와 산업화가 미친 영향을 강조하는 관점으로 해석된다(권태환, 2006). 하지만 제1차 인구변천에 대한 논의는 몇 가지 이유에서 비판에 직면하기도 하였다. 경험적으로 사망률이 떨어지기 전에 출산율이 먼저 떨어지는 경우가 발견되기도 했고, 모든 사회가 동일한 과정을 거쳐 동일한 결과에 이르게 되리라는 단선론이 비현실적이라는 비판을 받았을 뿐만 아니라,  서구의 산업화를 중심으로 한 분석이라는 평가를 낳기도 하였다. 게다가 대규모 인구이동과 같은 제3의 인구변동 요인들을 고려하지 못해 설명력이 떨어지는 것으로 인식되기도 했다.
제1차 인구변천에 이어 최근의 인구구조 변화를 사회문화적 요인으로 설명하는 제2차 인구변천(SDT: Second Demographic Transition) 논의가 제기되고 있다. 제2차 인구변천은 주로 혼인 및 출산에 대한 가치관 변화를 강조하면서,  저출산·고령화로 대표되는 최근의 인구현상에 대한 설명을 시도한다.
제2차 인구변천 개념은 1986년 Lesthaeghe와 Van de Kaa에 의해서 제시되었다. 이 개념은 1960년대 후반 북서 유럽에서 시작된 출산력, 가족형성, 배우자 행위 등의 변화 등을 언급하기 위해 사용되었다. 제2차 인구변천에서는 인구학적 영역에서 변화가 계속 진행되고 있음을 의미한다. 이 변화의 가장 중요한 내용은 가족생활과 자녀에 전통적인 가치가 근본적으로 바뀌고 있다는 점과 출산율이 대체수준 이하로 감소하고 있다는 점을 포함한다.
제2차 인구변천의 개념은 이후 지속적으로 다듬어졌다. 사망력과 인구이동의 개념이 포함되었으며, 다양한 측면에서의 구조적 변화 (근대화, 서비스 경제와 복지국가의 성장, 고등교육의 확산), 문화적 변화 (세속화, 개인주의 가치관의 확산, 자기표현과 자아만족의 중요성 등) 그리고 기술적 변화 (피임 채택, 새로운 정보 기술의 확산) 등에 주목하였다. Van de Kaa에 따르면 제2차 인구변천은 자아만족, 선택의 자유, 자아발전과 라이프스타일 등 개인윁인 가치관의 변화와 함께 출산억제와 부모가 되려는 동기 등 가족형성과 관련된 태도의 변화 등을 포함한다.
한편 이런 새로운 인구 체계의 등장과 지속 그리고 지구적 확산을 경험적으로 입증하는 자료와 연구가 누적됨에 따라, 제2차 인구변천 이론은 갈수록 세계 인구학계의 주목을 받고 있으며 찬반을 두고 논쟁이 이어지는 상황이다.

## 같이 보기
- 인구배당효과
- 경제인구학
- 로지스틱 함수
- 인구 피라미드
- 자연 증감률
- 인구 증가